# Metamazarredia
Metamazarredia is een geslacht van rechtvleugeligen uit de familie doornsprinkhanen (Tetrigidae). De wetenschappelijke naam van dit geslacht is voor het eerst geldig gepubliceerd in 1939 door Günther.

## Soorten
Het geslacht Metamazarredia omvat de volgende soorten:
- Metamazarredia atypa Bolívar, 1887
- Metamazarredia borneensis Günther, 1939
- Metamazarredia fuscipes Stål, 1877
- Metamazarredia lauta Bolívar, 1887